# Store Svelmø
Store Svelmø er en 27 ha stor moræneø i det Sydfynske Øhav syd for Åstrup mellem Fyn og Avernakø. Øen og de to  landtunger, Svelmø Trille mod syd og Lille Svelmø (3 ha) mod nord, er en del af Faaborg-Midtfyn Kommune. Landtungen Lille Svelmø (3 ha) er udgangspunkt for ebbevejen til Nab på Fyn. Den 2,5 kilometer lange uopdyrkede tange er i konstant forandring afhængig af vind og vejr. Svelmø  ejes af to familier. Ingen af dem bor fast på øen, men de udlejer de få huse som ferieboliger og sætter dyr derover til afgræsning. Ejerne kan køre over til øen med traktor ad en ebbevej gennem det lave vand. Det er tilladt at færdes langs stranden og på de uopdyrkede arealer. Der er fire huse på øen, der alle er ferieboliger.
Der er en stor havterne- og stormmågekoloni, en stor hættemågekoloni og digesvaler.
Hvis man vil gå til ud til øen, skal man vade ca. 500 ad ebbevejen til Lille Svelmø. Om sommeren er der af og til guidede ture med traktor ud til øen. 

## Historie
1585 nævnes første gang skriftligt som Swelung. Svelmø har været beboet og dyrket fra omkring begyndelsen af det 16. århundrede. Oprindelig var der kun en gård, men på et tidspunkt i 1700-tallet blev den delt op i to halvgårde. Der blev bygget tre stendiger, der delte øens fra øst til vest i tre lige store dele. Desuden blev der også lavet et stendige på gårdspladsen, der delte den store gård i to dele.
1958 købte Otto Hansen den ene halvdel af øen, hvor han bor indtil sin død i 1993. 1998 køber Jan Villebro Otto Hansens halvdel af øen. 2012 overdrager Henny og Jørgen Berndorf den anden halvdel af Store Svelmø til deres fire børn.